# Хлевці
Хлевці (хорв. Hlevci) — населений пункт у Хорватії, в Приморсько-Горанській жупанії у складі громади Скрад.

## Населення
Населення за даними перепису 2011 року становило 17 осіб.
Динаміка чисельності населення поселення:

## Клімат
Середня річна температура становить 7,29 °C, середня максимальна – 20,25 °C, а середня мінімальна – -6,70 °C. Середня річна кількість опадів – 1512 мм.
| Клімат поселення                              | Клімат поселення | Клімат поселення | Клімат поселення | Клімат поселення | Клімат поселення | Клімат поселення | Клімат поселення | Клімат поселення | Клімат поселення | Клімат поселення | Клімат поселення | Клімат поселення | Клімат поселення |
| Показник                                      | Січ.             | Лют.             | Бер.             | Квіт.            | Трав.            | Черв.            | Лип.             | Серп.            | Вер.             | Жовт.            | Лист.            | Груд.            |                  |
| Середній максимум, °C                         | 4,63             | 5,11             | 7,84             | 11,58            | 16,54            | 19,97            | 20,25            | 19,82            | 16,09            | 12,03            | 6,99             | 3,61             |                  |
| Середня температура, °C                       | −1,04            | −0,56            | 2,17             | 5,90             | 10,87            | 14,31            | 16,42            | 16,00            | 12,26            | 8,22             | 3,16             | −0,21            |                  |
| Середній мінімум, °C                          | −6,7             | −6,23            | −3,49            | 0,23             | 5,20             | 8,64             | 12,60            | 12,17            | 8,45             | 4,38             | −0,67            | −4,03            |                  |
| Норма опадів, мм                              | 93               | 96               | 114              | 131              | 116              | 135              | 101              | 118              | 139              | 163              | 173              | 133              |                  |
| Середньомісячна швидкість вітру, м/с          | 2.54             | 2.67             | 2.86             | 2.70             | 2.55             | 2.37             | 2.25             | 2.26             | 2.28             | 2.47             | 2.69             | 2.70             |                  |
| Середньомісячна сонячна радіація, кДж/м²·день | 4313             | 7089             | 10309            | 14594            | 18658            | 20269            | 21724            | 18230            | 13498            | 8887             | 4709             | 3616             |                  |
| --------------------------------------------- | ---------------- | ---------------- | ---------------- | ---------------- | ---------------- | ---------------- | ---------------- | ---------------- | ---------------- | ---------------- | ---------------- | ---------------- | ---------------- |
| Джерело:                                      |                  |                  |                  |                  |                  |                  |                  |                  |                  |                  |                  |                  |                  |